# 180천중계계획
《180천중계계획》(180天重启计划)은 2025년 방송되었던 중국의 드라마이다.

## 등장 인물
- 저우위퉁 - 구윈수 역
- 오월 (吴越) - 우리메이 역
- 류창 - 쉬원빈 역
- 경락 (耿乐) - 리진슝 역
- 하락락 (Ning) - 리옌 역
- 진명호 (陈明昊) - 구강치 역
- 주인 - 조노인 역
- 이애 (李艾) - 저우지멍 역
- 심몽진 (沈梦辰) - 뤄징징 역